# Lucky Luke contre Cigarette Cæsar
Lucky Luke contre Cigarette Cæsar ou Cigarette Cæsar est la septième histoire de la série Lucky Luke par Morris. Elle est publiée pour la première fois en 1949 du no 585 au no 601 du journal Spirou. Puis est publiée dans l'album Arizona en 1951. L'aventure de Lucky Luke est détaillée en 17 planches.

## Univers

### Synopsis
Lucky Luke se lance à la poursuite de Cigarette Cæsar, qui vient de s'évader de prison et qui a franchi la frontière mexicaine. Cigarette Cæsar est accusé entre autres de vols à main armée et de meurtres. Au Mexique, le bandit a peine à se débarrasser de son poursuivant qui parvient toujours à le retrouver. Il réussit cependant à s'armer ainsi qu'à se trouver un complice, un lanceur de couteaux mexicain. Celui-ci lance à Lucky Luke un message sur la porte de sa chambre signé Cigarette Cæsar. Il lui donne rendez-vous le lendemain à 5 heures à la plaza où aura lieu le règlement de comptes. Le lendemain, Lucky Luke se rend à la plaza où se déroulent des corridas. Les concurrents y sont particulièrement incompétents. Lucky Luke entre à son tour dans l'arène. Cigarette Cæsar en profite pour lui tirer une balle dans le dos mais Luke a eu la prudence de se munir d'un pare-balles. Désarmé, Cæsar est capturé par Lucky Luke, qui le ramène à la frontière américaine.

### Personnages
- Lucky Luke et Jolly Jumper.
- Cigarette Cæsar : bandit échappé de prison. Il est accusé de nombreux méfaits dont vols à main armée et meurtres. Il s'enfuit au Mexique.
- P. Gonzales : vendeur mexicain.
- Le lanceur de couteaux du El Charro : complice pour un soir de Cigarette Cæsar.
- Alfredo : toreador mexicain.
- Antonio : toreador mexicain.

## Publication

### Revues
L'histoire est parue dans le journal Spirou, du no 585 (30 juin 1949) au no 601 (20 octobre 1949).